# Ménétios (lune)
Pour les articles homonymes, voir Ménétios.
Ménétios, officiellement (617) Patrocle I Ménétios (désignation internationale (617) Patroclus I Menoetius), est un astéroïde troyen de Jupiter. Il est le membre secondaire du système binaire qu'il forme avec (617) Patrocle.

## Caractéristiques
Il partage son orbite avec Jupiter autour du Soleil au point de Lagrange L5, c'est-à-dire qu'il est situé à 60° en arrière de Jupiter.
Il mesure 113 km de diamètre.
Son nom fait référence à Ménétios, le père de Patrocle. Selon l'usage dans la littérature francophone, les appellations Ménœtios et (617) Patrocle I Ménœtios peuvent être alternativement acceptées.